# Kurovîci, Zolociv
Kurovîci (în ucraineană Куровичі) este localitatea de reședință a comunei Kurovîci din raionul Zolociv, regiunea Liov, Ucraina.

## Demografie
Componența lingvistică a localității Kurovîci
     Ucraineană (98,45%)
     Alte limbi (0,96%)
Conform recensământului din 2001, majoritatea populației localității Kurovîci era vorbitoare de ucraineană (98,45%), existând în minoritate și vorbitori de alte limbi.